# Plaça de l'Ereta (Lleida)
La Plaça de l'Ereta és una plaça catalogada com a monument del municipi de Lleida i protegida com a bé cultural d'interès local.

## Descripció
Plaça antiga de la ciutat, constituïda com un buit entre les edificacions de la trama vella, esdevingué el cor del centre històric de Lleida. De quatre formades per habitatges de planta baixa i tres o quatre pisos, s'hi produeixen accessos pels quatre cantons, dos d'ells amb escales i dos de vianants i rodats. Una de les quatre façanes és constituïda per un bloc de post-guerra de mala casa; tapada recentment un xic per un projecte de la història de la Plaça.

## Història
Aquesta plaça determinà el seu traçat al segle XIII i, fonamentalment, no el veurà alterat. El tipus d'habitant era pagès i el barri era una petita era agrícola. Era coneguda com l'Ereta de Santa Cristina. A partir del segle xiv el nom religiós desapareix. Al segle xviii, Lluís de Blondel la remodelà, afegint-hi la font i els bancs. L'any 1755 hi donava l'església del Col·legi de l'Ensenyança el portal del qual fou traslladat a l'església de Sant Pere de Lleida, el 1946, ja que la Guerra Civil espanyola la va malmetre. Un bloc de pisos s'hi aixecà en el seu lloc.